# Katabon-moskee
Katabon-moskee in de stad Dhaka is een centrum voor moslimmissionarissen in Bangladesh. Het herbergt de Bangladesh Masjid Mission (Bangladesh Mosque Mission) en wordt officieel genoemd als de Bangladesh Masjid Mission Complex Central Mosque. Het is opgericht in de stallen van de Dhaka Nawab Family.
De moskee herbergt het Islamic Economics Research Bureau, dat werkt aan "het synergetisch vermogen van de moderne professionals, academici en studenten van islamitisch bankieren en financieren". Veel van deze organisaties pleiten voor een meer orthodoxe vorm van de islam in Bangladesh.